# More Power to Ya
More Power To Ya é o quinto álbum de estúdio da banda Petra, lançado a 1 de Janeiro de 1982.
É o primeiro disco com o até então novo baterista, Louie Weaver. O disco atingiu o nº 4 do Top Contemporary Christian. 
Em 2011, "More Power To Ya" entrou para o rol dos "500 melhores albuns de todos os tempos da Música Cristã Contemporânea".
Em 2012, o álbum foi relançado em uma edição comemorativa de 30 anos de seu lançamento..

## Faixas
Todas as músicas por Bob Hartman, exceto onde anotado
1. "Stand Up" – 3:34
2. "Second Wind" – 4:35
3. "More Power To Ya" – 3:38
4. "Judas' Kiss" – 4:44
5. "Rose Coloured Stained Glass Windows" – 4:18
6. "Run For The Prize" – 4:31
7. "All Over Me" – 5:52
8. "Let Everything That Hath Breath" (Greg X. Volz) – 4:23
9. "Road To Zion" (Mike Hudson) – 3:59
10. "Disciple" – 3:29

## Créditos
- Greg X. Volz - Vocal
- Bob Hartman - Guitarra
- Mark Kelly - Baixo, vocal
- Louie Weaver - Bateria
- John Slick - Teclados, vocal